# David Hedegårds översättning
David Hedegårds översättning, översättning av Nya Testamentet av exegeten, teol.dr  David Hedegård, utgiven på Evangeliska Fosterlands-Stiftelsens bokförlag. Hedegård var under en period verksam inom Stiftelsen Biblicum.
Översättningen gavs ut i olika band och sedan i en samlad volym 1964–1965. Till översättningen finns förklarande noter. Översättningen fick stor spridning, både i Svenska kyrkan (utom i den offentliga gudstjänsten),  i frikyrkan och genom föreningen Gideoniterna, som delade ut den bland annat till Sveriges skolbarn. Den blev mycket uppmärksammad och använd och drev på utvecklingen mot en ny officiell översättning av Nya testamentet. Hedegårds översättning kom dock nästan helt ur bruk när Bibelkommissionen presenterade NT 81. 